# Saint-Joire
Saint-Joire település Franciaországban, Meuse megyében. Lakosainak száma 232 fő (2022. január 1.). Saint-Joire Biencourt-sur-Orge, Bonnet, Houdelaincourt, Reffroy, Ribeaucourt, Tréveray és Demange-Baudignécourt községekkel határos.

## Népesség
A település népessége az elmúlt években az alábbi módon változott:
| Lakosok száma | 416  | 321  | 260  | 261  | 231  | 231  | 239  | 239  | 237  | 232  |
|               | 1968 | 1982 | 1990 | 2006 | 2013 | 2015 | 2017 | 2019 | 2020 | 2022 |